# Visszafolyó
Visszafolyó (románul: Visafolio) falu Romániában, Hargita megyében.

## Története
Gyergyószentmiklós része. 1956-ig adatai a városéhoz voltak számítva. A községet 1966-ban 40-en lakták. A trianoni békeszerződés előtt Csík vármegye Gyergyószentmiklósi járásához tartozott.

## Népessége
1992-ben 12 lakosa volt, ebből 7 magyar és 5 román.

## Vallások
3-an ortodox, 2-en görögkatolikus és 7-en római katolikus hitűek.